# Курно (коммуна)
Курно (итал. Curno) — коммуна в Италии, находится в регионе Ломбардия, подчиняется административному центру Бергамо.
По данным на сентябрь 2017 года население составляет 7577 человек, плотность населения — 1763 чел./км². Занимает площадь 4 км². Почтовый индекс — 24035. Телефонный код — 035.
Покровителем коммуны почитается Христос-Спаситель, празднование в понедельник после третьего воскресенья июля.